# Liquiñe
Liquiñe (del mapudungún ojos lagrimosos) es un pueblo campesino de 1205 habitantes (censo 2002) ubicado a 230 m sobre el nivel del mar, en el valle cordillerano formado por el río Liquiñe en la comuna de Panguipulli, en la XIV Región de Los Ríos, Chile.
El pueblo cuenta solamente con telefonía celular 3G y 4G de Entel Chile, junto con 3G de Claro Chile, y WOM vía roaming nacional: Movistar Chile igualmente cuenta con cobertura en la zona, no en el pueblo, si no que en alrededores.

## Ubicación
Ubicada en la Región de Los Ríos, Patagonia Norte, a 76 km de Villarrica (Chile), rumbo al paso fronterizo con Argentina denominado Carirriñe, se encuentra la localidad de Liquiñe, se emplaza linealmente en relación con la Ruta Chile-Argentina, la que le permite una fluida conexión con la localidad de Junín de los Andes por el lado argentino y con Panguipulli, la capital de la comuna del mismo nombre. Se extiende por más de 4km, contando con un CECOSF, carabineros de frontera, bomberos, iglesias, colegios, comercio menor y hospedajes y termas.

## Cadena termal Coñaripe-Liquiñe
Es este un grupo de aguas termales ubicadas en la Región de Los Ríos, en el inicio Norte de la Patagonia, conformadas por Coñaripe, Liquiñe, Termas Trafipán, Río Liquiñe, Quintumán, Rayenco, Punulaf, Hipólito Muñoz, Carranco, EcoPellaifa, Vergara, Termas Geométricas, Frihuincul, Manquecura.
Hay una gran cantidad de fuentes termales (45 en total) de las cuales algunas se encuentran inscritas y aprovechables para el goce turístico. La alta actividad termal se debe a que bajo la localidad se encuentra el punto más septentrional de la denominada Falla Liquiñe-Ofqui. dentro de ellas están las Termas de Liquiñe, las de Coñaripe, Termas de Hipólito Muñoz, Termas de Manquecura y las Termas de Punulaf.

## Aspecto hidroeléctrico
El argentino Eduardo Eurnekian, conocido por liderar el proyecto que pretende unir Los Andes y Mendoza mediante un túnel, está preparando su incursión al mercado energético chileno. Se quedó con los derechos de agua que en algún momento compartieron la noruega SN Power y el grupo local Centinela en la Región de Los Ríos, específicamente en la zona de Panguipulli. Proyectan construir al menos 4 Represas hidroeléctricas.

## Complejo Forestal y Maderero Panguipulli
El Complejo Forestal y Maderero Panguipulli fue una empresa estatal maderera que administraba más de 360000 ha en las zonas de Panguipulli, Neltume, Liquiñe y Chihuío, y tenía más de dos mil empleados.
El Complejo Forestal y Maderero Panguipulli se extendió entre los Baños de Chihuío por el sur, y Liquiñe por el norte, a unos 150 kilómetros al este de Valdivia. Llegó a contar con 360 mil hectáreas. Lo integraban 22 fundos de grandes extensiones expropiados por el Gobierno de la Unidad Popular, en la administración de Salvador Allende, 1971.

## Golpe de Estado en Chile de 1973
El equipo de paracaidistas y Fuerzas Especiales  fue clave en un operativo perpetrado durante septiembre y octubre de 1973 en Liquiñe, el sur de Chile conocido como “La otra Caravana de la Muerte”. El 12 de septiembre de 1973 varios campesinos liderados por miembros del MIR  entre los que descollaba José Liendo Vera asaltaron el Retén policía de Neltume exigiendo la entrega de armas por parte de los efectivos policiales allá acantonados. Al negarse estos se produjo un enfrentamiento a tiros entre ambas facciones, sin heridos, por ambas partes. Al ser informado de esto Pinochet, dispuso una operación antiguerrillera  llamada Operación Leopardo. Para lo cual envió a 350 comandos y paracaidistas del Ejército, con apoyo aéreo de helicópteros Puma artillados  basados en Valdivia. Los comandos operaron con listas proporcionadas por empresarios de la zona y marcaban a los campesinos de tendencia izquierdista. Al menos dos masacres fueron cometidas.  Todos los antecedentes de esta operación fueron relatados en el juicio que sigue la justicia chilena por crímenes de lesa humanidad. Las violaciones a los derechos humanos  cometidas por la fuerza militar causaron alarma en la zona y generaron un proceso judicial que sigue en la actualidad. Uno de los comandos que participaron en esta operación fue Cristián Labbé, exalcalde de Providencia.

Después de Liquiñe, siempre en busca de guerrilleros, el contingente de boinas negras en que participa Labbé se dirige a otras localidades que comprenden el Complejo Maderero. Pero el suboficial con quien conversamos sostiene sonriendo irónicamente: “No encontramos a ninguno, no había nada, ni guerrilleros ni nada”. La Brigada Antiguerrilla permaneció en la zona hasta comienzos de diciembre de 1973 (…) Un par de días antes de la masacre nocturna de Liquiñe, en Chihuío, 25 kilómetros al sur de Liquiñe, son igualmente acribillados 17 integrantes del Complejo, todos campesinos que vivían en la zona con sus familias. 
El Mostrador , 23 de octubre de 2012. 

La Masacre de Liquiñe ocurrió el día 10 de octubre de 1973, Militares y personal Fach, junto a carabineros del reten Liquiñe, procedieron a detener a 16 campesinos y obreros forestales desde distintos puntos de la zonas aledañas. Durante la noche de ese día son trasladados hasta Villarrica y allí sobre el puente que cruza el inicio del río Toltén los detenidos fueron fusilados y sus cuerpos arrojados a las aguas del río Toltén, desde entonces están desaparecidos. Las víctimas son las siguientes: Salvador Álamos Rubilar (45), Daniel Castro López (68), Mauricio Curiñanco Reyes (38), Isaías Fuentealba Calderón (29), José Borquez Levican (30), Carlos Cayuman Cayuman (31), Alberto Reinante Raipan (39), Ernesto Reinante Raipan (29), Modesto Reinante Raipan (18), Alejandro Tracanao Pincheira (25), Miguel Tracanao Pincheira (25), Eliseo Tracanao Pincheira (18), Bernarda Vera Contardo (27), Carlos Figueroa Zapata (46), Luis Rivera Catricheo (54), y Luis Lagos Torres (50).
Por estos crímenes fueron Condenados: Hugo Alberto Guerra Jorquera a 18 años y Luis Garcia Guzman 5 años